# アムトルグ貿易会社
アムトルグ貿易会社（アムトルグぼうえきがいしゃ、Amtorg Trading Corporation、Amtorg）はAmerican firms Products Exchange Corporation (1919)とアルコスのアメリカ事務所であるアルコス-アメリカ（1923）の合併を経て1924年アーマンド・ハマーによってニューヨークに設立された時にはアメリカにおける最初のソビエト連邦貿易代表部であった。アムトルグ貿易会社は、共産主義者の時代を通じて米国において外国貿易を求めるソビエトの輸出入会社のために努めた。それは米国におけるGRUおよびOGPUというソビエト諜報機関が活動する前線としても機能していた。その初期はソビエト連邦がアメリカに承認されておらず、フランクリン・ルーズベルトがソ連を承認してワシントンD.C.に常設の大使館が認められるまでは、アムトルグ貿易会社は特に重要な存在であった。